# Schuby
Schuby település Németországban, Schleswig-Holstein tartományban. Lakosainak száma 2763 fő (2023. december 31.).

## Népesség
A település népességének változása:
| Lakosok száma | 2013 | 2659 | 2680 | 2693 | 2728 | 2748 | 2763 |
|               | 1975 | 2016 | 2017 | 2019 | 2021 | 2022 | 2023 |